# مكتبة ميتشيل
مكتبة ميتشيل (Mitchell Library) هي مكتبة عامة تقع في غلاسغو في سكوتلندا. أسسها تاجر التبغ ستيفين ميتشيل، لذا سميت بمكتبة ميتشيل.ى تحتوي على أكبر مكتبة مرجعية عامة في أوروبا وتضم 1.213.000مجلد

## معرض صور

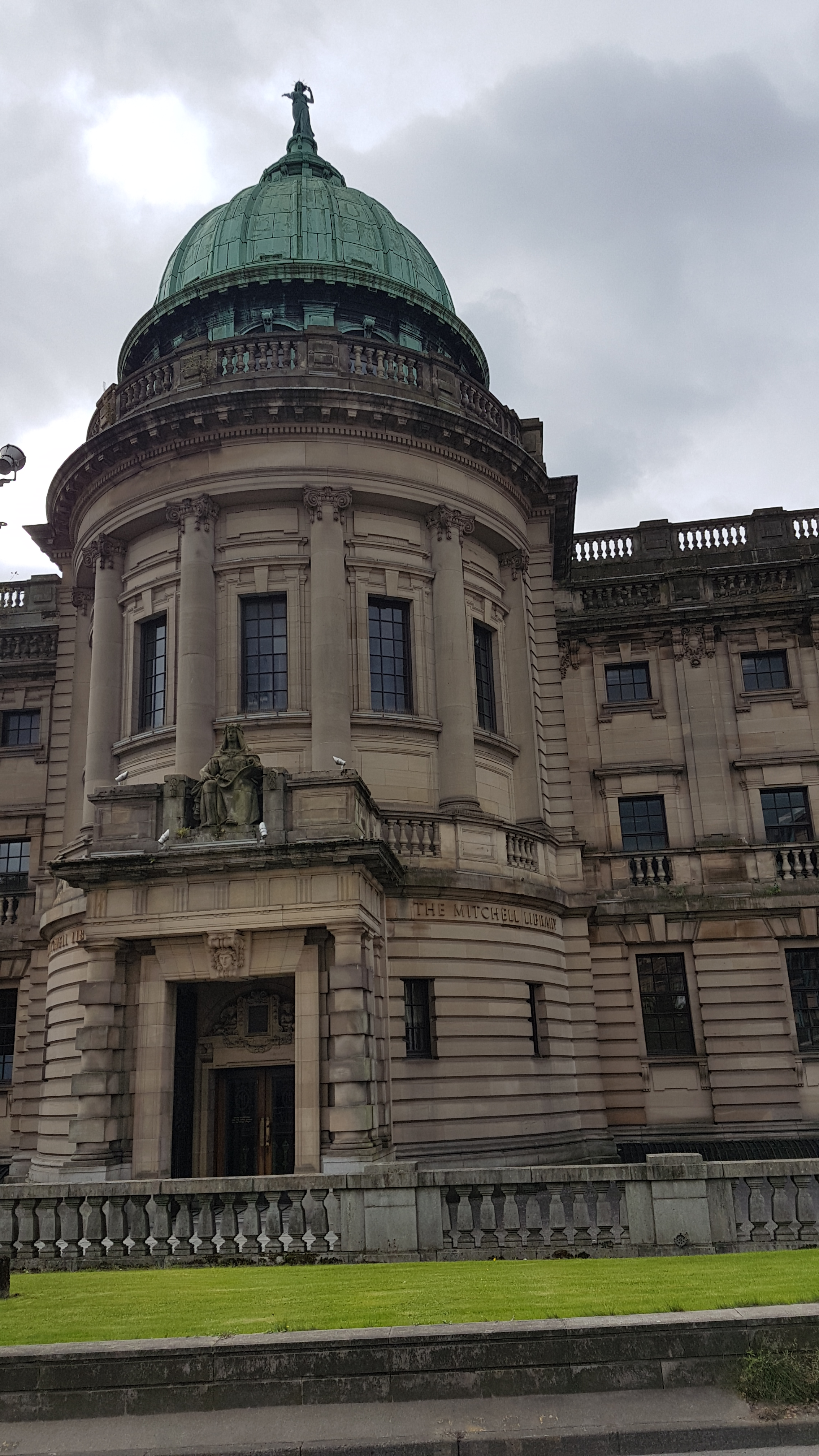
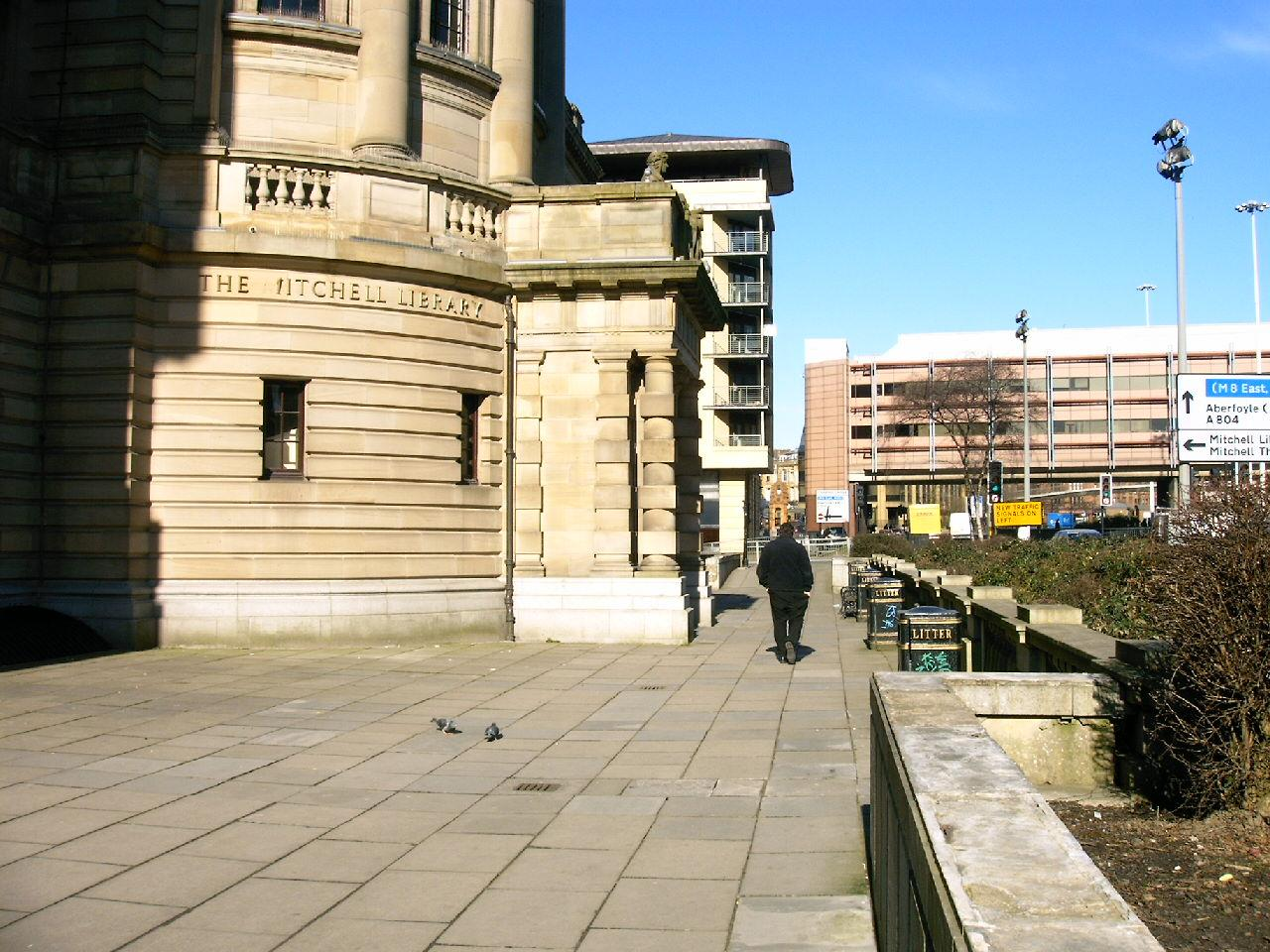
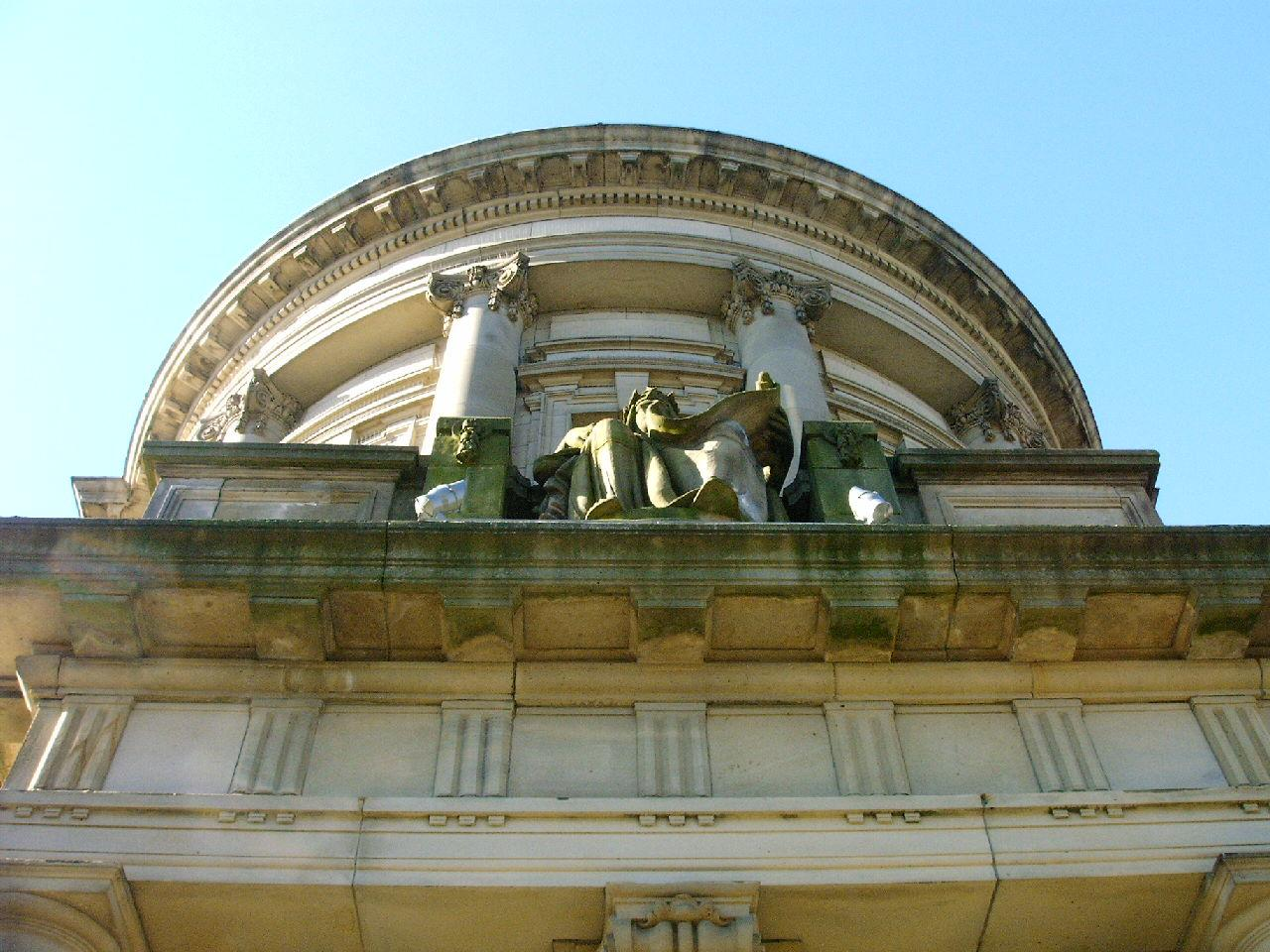
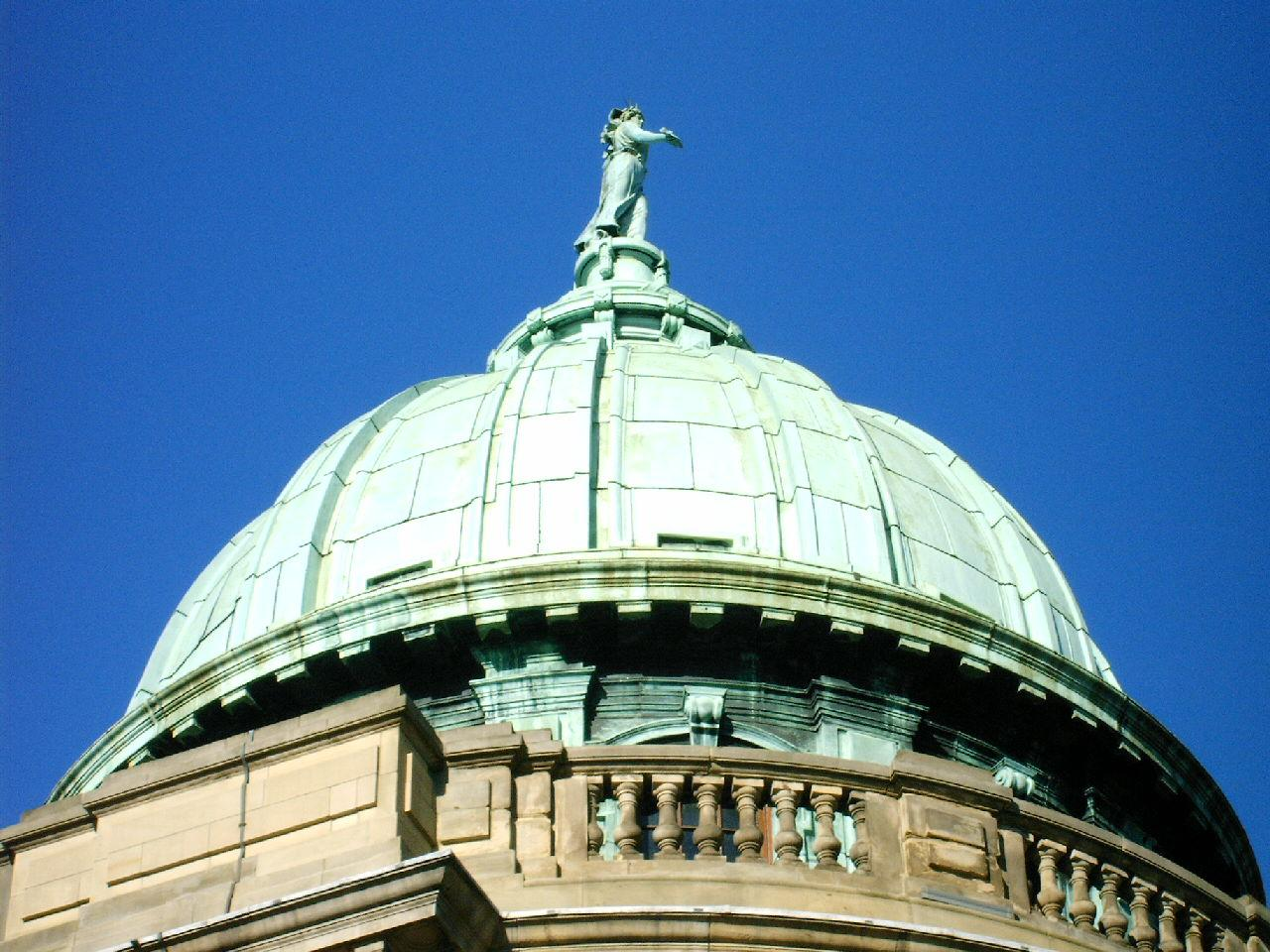